# Westphalia (Michigan)
Westphalia – wieś w Stanach Zjednoczonych, w stanie Michigan, w hrabstwie Clinton.